# Dvalin
Dvalin, na mitologia nórdica, é um anão que é mencionado em vários contos e kennings nórdicos. O seu nome é várias vezes mencionado tanto na Edda Poética quanto na Edda em Prosa de Snorri Sturluson, onde ele é dito como sendo o soberano dos anões, e todos os anões são seus descendentes e de suas filhas, pois na Völuspá (“A Profecia da Vidente”) da Edda Poética é dito que os anões são o povo de Lofar, e sendo Dvalin descendente deste, são portanto os anões seus descendentes.